# 昆明巫家壩国際空港
昆明巫家壩国際空港（こんめいふかはこくさいくうこう）は、中華人民共和国・雲南省昆明市官渡区にかつて位置していた国際空港である。1923年に開港、2012年6月28日に昆明長水国際空港が開港したため、同空港は閉鎖（廃港）された。

## 概要
過去に中国雲南航空（中国東方航空に吸収合併）のハブ空港であったため、中国東方航空の便が多く運航されていた。
昆明市内東北部に建設していた昆明長水国際空港が、2012年6月28日に開港したため、当国際空港は閉鎖（廃港）された。跡地は副都心として再開発が行われる計画となっている。

## アクセス
- タクシー 15-20元

市内に近いため、リムジンバスは運行されていないが、市内バス4路線（運賃1元）が当空港を発着している。

## かつての就航都市
就航便は全て昆明長水国際空港に移管された。

### 国内線
- 北京/首都、重慶、成都、貴陽、上海/虹橋、杭州、景洪、深圳、桂林、広州、南京など

### 国際線
日本路線は、大阪/関西便が上海/浦東経由で就航していた。